# Снайфетльсйокутль
Снайфетльсйокутль (ісл. Snæfellsjökull, дослівно Засніжена гора льодовик)— гора в однойменному національному парку в Ісландії, з льодовиком який покриває вершину гори.
Снайфетль (1446 м н.р.м.) є власне назвою цієї гори, але зазвичай її звуть Снайфетльсйокутль, щоб відрізняти від двох інших гір, які теж називаються Снайфетль. Снайфетльсйокутль покриває найзахіднішу частину півострова Снайфетльснес на заході Ісландії. 
Гора є одним з найвідоміших місць Ісландії, перш за все завдяки роману «Подорож до середини землі» (1864) французького письменника Жуля Верна, де головні персонажі роману знаходять вхід Снайфетльсйокутль, який провадить до фантастичного світу всередині землі. Люди, що вірять в езотерику вважають, що вулкан має особливі сили, тоді як інші твердять, що гора є місцем приземлення відвідувачів з іншого світу. Ніщо з цього ніколи не підтвердилося.
Гора є частиною національного парку Снайфетльсйокутль.
Долина гори була місцем, звідки легендарний Ерік Рудий відправився у морську подорож на захід наприкінці 900-х років і де він віднайшов і дослідив Ґренландію.
Вулкан, вершина якого покрита сліпучо-білою товщею льоду, —  найвища гора пів острова Снайфетльснес, що здіймається до блакитного неба. Такого нема більше ніде на Землі. Ця гора має дивовижний вигляд у будь-яку пору року. 1900 року снігова шапка займала приблизно 22 квадратних кілометри, а зараз через глобальне потепління зменшилася до дев’яти. Льодовикова шапка також стає тоншою щороку. ￼ На вершині конічного вулкану — величезний кратер або кальдера, здебільшого заповнена льодом. Тут багато разів відбувалися виверження задовго до заселення Ісландії. Вважають, що за останні 10 тисяч років відбулося, щонайменше, три таких виверження. Найближче до нас за часом — приблизно 1800 років тому.￼ 
На вершині льодовика є три піки, які називають англійською ,,tussocks’’ або ісландською￼ ,,þúfur’’. Це кам’яні колони, сформовані під час останнього виверження￼. Найвища з них — Мідсува (Miðþúfa), 1446 м, дуже стрімка, на неї важко залізти по твердому льоду, але легше влітку, коли верхній шар топиться. Інша колона Нордурсува (Norðurþúfa), 1390 м, знаходиться досить близько до￼ найвищої. Третя — Вестурсува (Vesturþúfa) — 1442 м заввишки. Кальдера на вершині льодовика має форму кінської підкови, відкрита з північного заходу, і закрита високими льодовими стінами з півдня та сходу.
За ясної і чистої погоди льодовик має вражаючої вигляд, його можна легко побачити з майже будь-якої точки, тому що він знаходиться на вершині пів острова. Чи ви щойно приземлилися в міжнародному аеропорту Кефлавік, чи насолоджуєтеся ясним днем у Рейк’явіку; їдете з Рейк’явіка дорогою номер 1 на захід чи на північ країни або ву відкритому морі чи на північному узбережжі затоки Брейдафйордур (Breiðafjörður)￼, майже завжди можна побачити величний льодовик Снайфетльсйокутль (Snæfellsjökull) під певним кутом￼.￼ Відстань від центру столиці до льодовика приблизно 117 кілометрів. Мало що може зрівнятися зі спогляданням льодовика при заході сонця з Рейк’явіка чудового літнього вечора￼. побачити з Рейк'явіка через бухту Факсафлой. Огорнений полум’яно-червоними та золотими променями заходу сонця, які танцюють над величною сніжно-білою вершиною, льодовик Снайфетльсйокутль (Snæfellsjökull) здіймається над обрієм, як містичний символ. 
Ісландія завжди була землею дикої енергії, з виверженнями та землетрусами, що формували острів, стрясаючи сушу та створюючи пустелі з вулканічним піском. Країна знаходиться на лінії розлому, яка простягається через цілий острів, де розходяться Євразійська та Північно-Американська тектонічні плити￼. На острові багато льодовиків, які діють як сильні електро-магнітні точки Землі. 
Легенда розповідає, що колись в минулому Ісландію вважали Ultimate Thule або Isis Land через її величезну енергію. Це, мабуть, було однією з причин, чому ірландські монахи шукали усамітнення в Ісландії задовго до її заселення, що почалося наприкінці 9 ст. Одним із таких прикладів є Ґувускаулар (Gufuskálar) — де джерело, збудоване монахами, можна й досі побачити. 
Через дорогу від ірландського джерела (Irish Well, Írskabrunnur) є хатинки, що використовувалися для зберігання засоленої риби у 13-му столітті. З тих часів їх називають рибальськими хижами. Деякі з них ще вціліли, але якщо Ви оглянете спостережливо  навколишні лавові поля, то зможете помітити руїни багатьох-багатьох інших. Коли Ваша нога ступить до вцілілої  хатинки то, мабуть, зможете легко уявити, що вона була збудована людиною, яка шукала самотності, а не для того щоб сушити та зберігати рибу, хоча пізніше використовувалася саме з цією метою. Швидше за все, вони були збудовані ірландськими монахами і розташовувалися на вершині маленьких піків серед лавових полів, тому з них стікала вода, та й сніг не затримувався.
Не дивина, що Баурдур (Bárður), великий шаман, який розумів енергію священних місць, вибрав оселитися у Гетльнар, в самому серці льодовика, коли він прибув до Ісландії десь у 10 столітті. Його дід, по батьковій лінії, був гігантом (можливо, маючи на увазі те, що був вищим за інших), а мама — троль. Через своє змішане походження Дамбур, батько Баурдура, міг спілкуватися з людьми.  
Баурдур, як і багато інших, що прибули на поселення до Ісландії з Норвегії, не хотів коритися королю Гарольду. Він віддав перевагу пливти в невідомість у пошуках нової землі. Наближаючись до Ісландії, вздовж південного узбережжя поплив на захід, взяв курс на північ, обпливши пів острів Рейк'янес. Баурдура дуже вразив вигляд льодовика, що здіймався над горизонтом. Він відразу ж назвав гору Сньоуфетль (Snjófell) і вирішив, що це буде його земля, і поселиться він біля магічного льодовика. Пізніше назвав півострів Сньоуфетльснесс, а з часом ця назва змінилася на Снайфетльснесс. Називання пів острова є досить унікальним, оскільки його назва походить від льодовика, а не навпаки.
Баурдур зайняв землю на кінчику пів острова, в лагуні Д'юпалоун (Djúpalón) та приніс жертву богам, дякуючи їм за щасливу подорож, у печері, що сьогодні називають Трьотлакірк'я (Tröllakirkja), яка знаходиться у Дрітвіку (Dritvík). Разом зі своїми людьми помандрував на Схід вздовж південних горбів льодовика до території, що сьогодні називається Гетльнар, де і вирішив оселитися. Поки облаштовували житло, жили у печері, яку назвали Сьонгхетлір (Sönghellir) через хорошу акустику. Коли Баудурові будиночки були готові, він дав їм назву Лойгарбрехка (Laugarbrekka), що в перекладі означає ,,схили перед купальнею". На місці його ферми ще можна побачити вцілілі руїни з західного боку пагорба Лойгархольт (Laugarholt).
Як тільки Баудур переселив своїх людей з Сьонгхетлір до Лойгарбрехки, він продовжував ви використовувати печеру для зібрань зі своїми людьми, а також для шаманських ритуалів. Печера ця дуже особлива і, вочевидь, була прихистком для багатьох мандрівників напротязі століть, як можна побачити з написів на стінах. Одним з них був перший природознавець Ісландії Еггерт Оулафссон, коли забирався на вершину льодовика у 1754.  Якщо вірити Сазі про Баурдура, яка є однією з багатьох Саг Ісландців, він був п'ятим з тих, хто покорив льодовик. Пізніше, після суперечки зі своїм напів братом Баудур зробив вибір покинути людську спільноту:  роздав усі свої пожитки і пішов на льодовик. З того часу ніхто ніколи його не бачив. Затіяли пошуки його останків, які нічим не увінчалися. Деякі вірили, що він піднявся на льодовик, знайшов печеру і там жив,  інші казали, що він ,,пішов у льодовик", оскільки в ті часи вірили, що духи людей живуть у горах після смерті.
￼
￼Снайфетльсйокутль (Snæfellsjökull)￼ ￼
￼￼
| Ісландія | Це незавершена стаття з географії Ісландії. Ви можете допомогти проєкту, виправивши або дописавши її. |